# Sarko m'a tuer
Sarko m'a tuer est un livre écrit par Gérard Davet et Fabrice Lhomme, regroupant le témoignage de 27 personnalités, ces dernières affirmant avoir subi colère ou représailles de la part du président français Nicolas Sarkozy. Le titre est inspiré de la phrase « Omar m'a tuer ».
Dès la parution d’extraits, dans L'Express, le livre provoque la polémique, ayant un écho jusque dans la presse internationale,,,,. Il parait dans la même semaine, le 1er septembre 2011.

## Affaire Woerth-Bettencourt

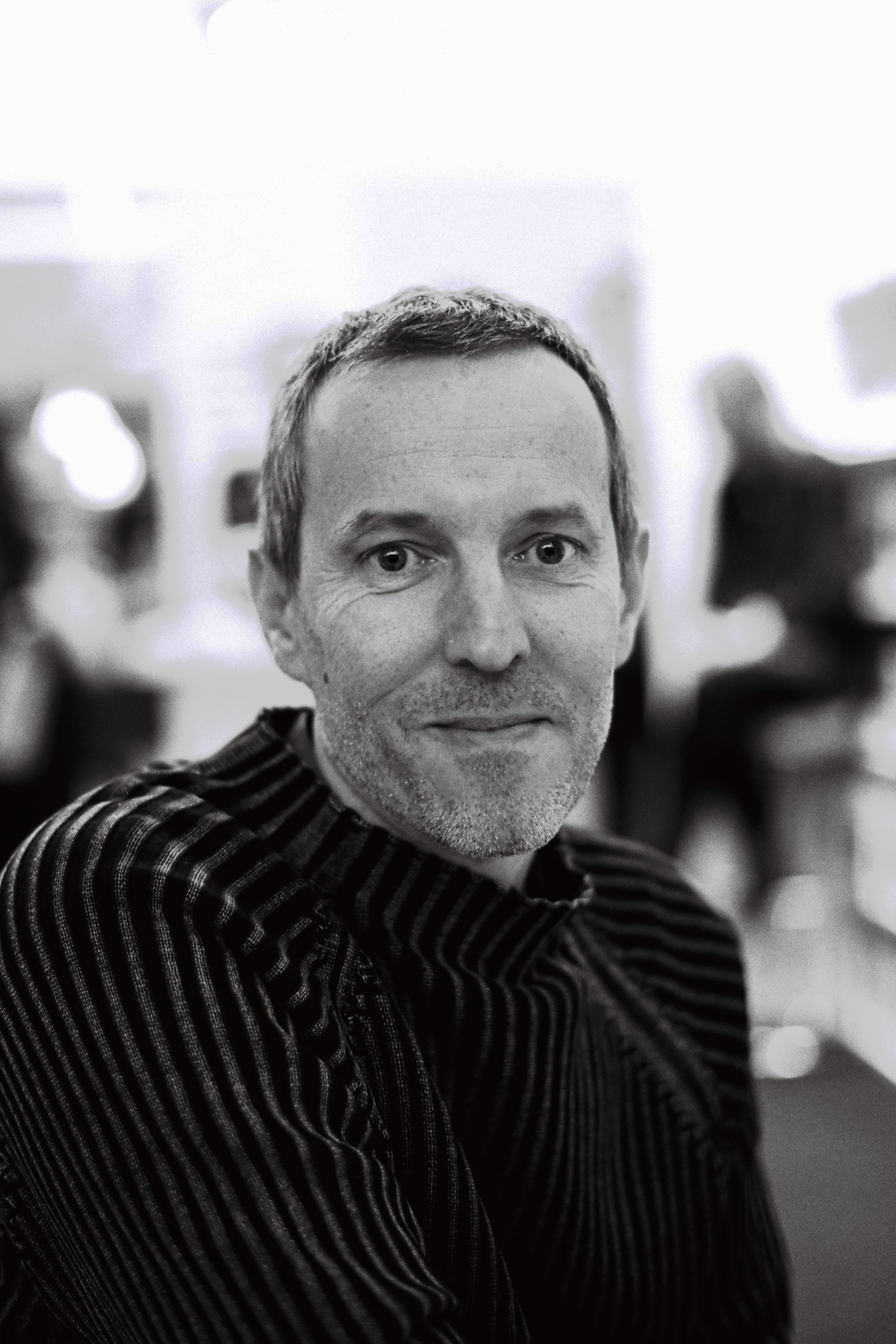
Gérard Davet en dédicace de Sarko m'a tuer au salon du livre de Paris 2012.

Cet entretien est le premier à susciter la controverse et la Une du quotidien Libération (une seconde Une, trois jours plus tard, concerne l'espionnage de Gérard Davet).
La juge Isabelle Prévost-Desprez y indique que ce qui l’a frappée dans le supplément d’information qu’elle a conduit, c’est « la peur des témoins… Ils étaient effrayés de la violence avec laquelle Claire Thibout avait été déstabilisée, ils ne voulaient pas connaître son sort ». La juge affirme en outre que l'infirmière de Liliane Bettencourt avait confié à sa greffière, hors procès-verbal, que Nicolas Sarkozy aurait reçu des sommes d'argent en liquide. Elle est contredite deux jours plus tard par l'infirmière, qui confirme cependant les pressions subies, indiquant notamment avoir été la cible de « menaces de mort ». Pour sa part, la greffière indique n’avoir « aucun souvenir » de confidences faites par l’infirmière.
Dans un autre chapitre du livre, l'ancienne comptable de Liliane Bettencourt, Claire Thibout, affirme avoir subi d'importantes pressions policières pour qu'elle modifie ses dépositions, venant directement du parquet de Nanterre.
À la suite de cette parution, le 12 septembre 2011, le président du tribunal de Nanterre annonce qu'il a demandé à Isabelle Prévost-Desprez de se déporter des audiences de l'affaire du Mediator en raison  de ses affirmations dans Sarko m'a tuer,. Pour les mêmes raisons, elle est également convoquée à « un entretien préalable à l'engagement de poursuites disciplinaires » par le premier président de la Cour d'appel de Versailles.
Dans le même temps, Claire Thibout et Isabelle Prévost-Desprez sont auditionnées au tribunal de Nanterre, respectivement le 14 septembre et le 20 septembre.

## Autres éléments
Les autres témoignages mis en avant par L'Express ou ayant donné lieu à une couverture médiatique : 
- Aurélie Filippetti, qui accuse l'Élysée d'avoir transmis pour publication au Figaro des informations sur sa vie privée[18] ;
- Daniel Bouton, ancien PDG de la Société générale, qui affirme que Nicolas Sarkozy a voulu « se [le] payer physiquement »[19] ;
- Dominique Rossi, ancien coordinateur de la sécurité en Corse ;
- Jacques Dupuydauby, homme d'affaires, qui accuse Nicolas Sarkozy, alors avocat, de lui avoir demandé de lui payer des prestations fictives ;
- Jean-Pierre Havrin, créateur de la police de proximité et ancien directeur de la police dans le Gard[20] ;
- Yves Bertrand, ancien directeur des Renseignements généraux[21], inspirateur du titre puisqu’il a déclaré « Sarko m’a tué », phrase transformée en « Sarko m’a tuer » par les auteurs (en référence à la phrase « Omar m'a tuer » de l'affaire Omar Raddad).

Le livre comporte également des témoignages à charge sur les pratiques de Nicolas Sarkozy, de la part de personnalités politiques de droite : Patrick Devedjian, Christine Boutin et Dominique de Villepin.

## Réactions

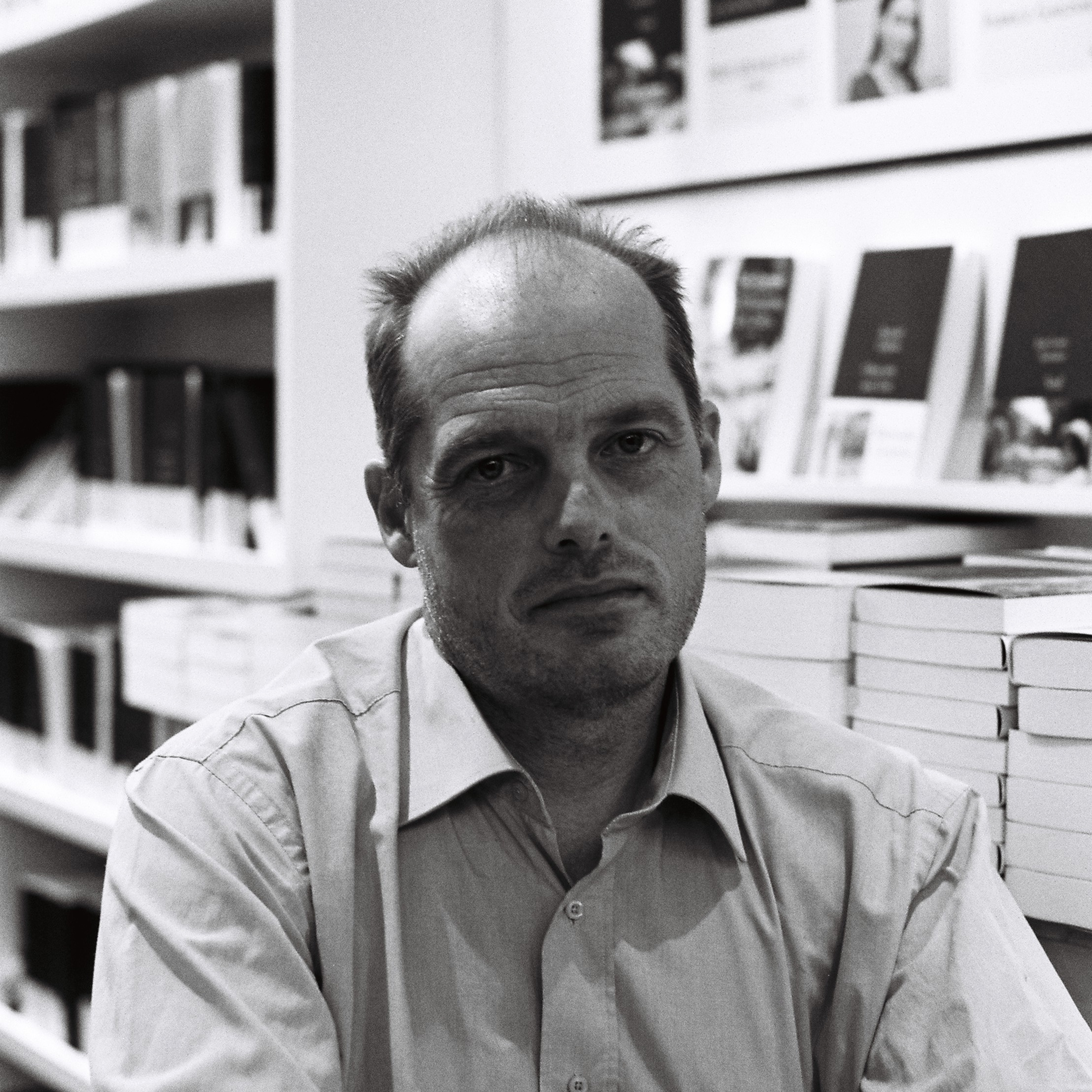
Fabrice Lhomme en signature de Sarko m'a tuer au salon du livre de Paris 2012.

Les réactions à ce livre sont nombreuses et vives : la majorité parle de manœuvre à moins d'un an de l'élection présidentielle française de 2012, tandis que l'opposition réclame l'ouverture d'une enquête.
Certains journalistes critiquent le livre ou son traitement médiatique : Sébastien Fol, journaliste au Figaro, déplore la référence du titre à Omar Raddad et « l'inflation du vocabulaire politique et le marketing éditorial ». Alain Duhamel, éditorialiste à RTL, n'attaque pas l'ouvrage en lui-même mais regrette que les médias relaient l'information sans vérification ni enquête préalable ; toujours sur RTL, Jean-Michel Aphatie parle de « faillite du journalisme ».
Pour Daniel Schneidermann, le titre est bien choisi et « le contenu est à la hauteur, et surtout exceptionnellement médiatisable », mais se demande si l'on peut « mettre sur le même plan » les vingt-sept différentes personnes.
Dans le même article de Marianne où il évoque le démenti de l’infirmière, Maurice Szafran écrit : « Indispensable de lire, à tête reposée et sans a priori […] Sarko m’a tuer. Rigueur de l’enquête, précision de l’écriture, un thriller de la politique ».

## Ventes
Les trois premiers jours, 15 000 exemplaires sont vendus, ce qui place le livre en tête du classement des ventes « essais et documents » en France. Au bout de deux semaines, il reste en tête du classement, avec 25 000 exemplaires vendus, ce qui, d'après L'Express, « est exceptionnel dans un marché morose ». Le livre passe en deuxième position en troisième semaine (devancé par La République des mallettes, de Pierre Péan). Les ventes décroissent ensuite, le livre passant sixième en quatrième semaine puis douzième des ventes en sixième semaine.